# Masters of the Universe
Masters of the Universe (uneori referit ca seria He-Man sau She-Ra) este o franciză media cu tematică de sabie și planetă creată de Mattel. Premisa principală se învârte în jurul unui conflict între He-Man (alter ego al Prințului Adam) și Skeletor pe planeta Eternia, cu o gamă vastă de personaje secundare într-un cadru hibrid de sabie și vrăjitorie medievală și tehnologie SF. Un serial ulterior, She-Ra: Princess of Power, se învârte în jurul sorei lui He-Man She-Ra și rebeliunea ei împotriva Hoardei pe planeta Etheria. De la lansarea sa inițială, franciza a dat naștere la o varietate de produse, inclusiv multiple linii de figurine de acțiune, șase seriale de animație, o mulțime de serii de benzi desenate, jocuri video, cărți și reviste, o bandă desenată de ziar zilnic și două filme (unul animat, unul live action).

## Linii de jucării
- Masters of the Universe (seria originală, 1982–1988ș seria modernă, 2002–2007)
- Princess of Power (1985–1987)
- He-Man (1989–1992)
- Masters of the Universe Classics (2008–2020)

## Filme
- The Secret of the Sword (1985)
- Masters of the Universe (1987)
- Masters of the Universe (2026)

## Speciale
- He-Man & She-Ra: A Christmas Special (1985)

## Seriale de televiziune
- He-Man and the Masters of the Universe (1983–1985)
- She-Ra: Princess of Power (1985–1987)
- The New Adventures of He-Man (1990–1991)
- He-Man și maeștrii universului (2002–2004)
- She-Ra și prințesele puterii (2018–2020)
- Stăpânii universului (2021–prezent)
- He-Man și maeștrii universului (2021–2022)

## Benzi desenate
- Mini-benzi desenate Mattel (1982–1989)
- DC Comics (prima serie, 1982–1983; a doua serie, 2012–2020)
- Seria germană (1983–1990)
- Marvel Star (1986–1987)
- Seria braziliană (1986–1988)
- MVC și Image Comics (2002–2005)
- Mini-benzi desenate Masters of the Universe Classics (2011–2015)
- Seria Dark Horse Comics Masters of the Universe Revelation (2021)

## Jocuri video
- Masters of the Universe: The Power of He-Man (1983)
- Masters of the Universe: The Super Adventure (1986)
- Masters of the Universe: The Arcade Game (1987)
- Masters of the Universe: The Movie]] (1987)
- He-Man: Power of Grayskull (2002)
- He-Man: Defender of Grayskull (2005)
- He-Man: The Most Powerful Game in the Universe (2012)
- He-Man: Tappers of Grayskull (2016–prezent)